# Liste der Monuments historiques in Polisot
Die Liste der Monuments historiques in Polisot führt die Monuments historiques in der französischen Gemeinde Polisot auf.

## Liste der Immobilien
| Bezeichnung     | Beschreibung            | Standort               | Kennzeichnung | Schutzstatus | Datum | Bild           |
| --------------- | ----------------------- | ---------------------- | ------------- | ------------ | ----- | -------------- |
| Kirche St-Denis | aus dem 16. Jahrhundert | Rue de l’Église (Lage) | PA00078184    | Classé       | 1936  | weitere Bilder |

## Liste der Objekte
| Bezeichnung                                                           | Beschreibung                                                                             | Standort                            | Kennzeichnung | Schutzstatus | Datum | Bild |
| --------------------------------------------------------------------- | ---------------------------------------------------------------------------------------- | ----------------------------------- | ------------- | ------------ | ----- | ---- |
| Vier Statuetten                                                       | Eichenholz, Ende des 17. Jahrhunderts; im Musée Napoléon in Brienne-le-Château deponiert | in der Kirche St-Denis (Lage)       | PM10004144    | Inscrit      | 1992  |      |
| Glocke                                                                | Bronze, 1581 gegossen                                                                    | in der Kirche St-Denis (Lage)       | PM10001532    | Classé       | 1913  |      |
| Skulptur Chrisus in der Rast                                          | Kalkstein, Anfang des 16. Jahrhunderts                                                   | außen an der Kirche St-Denis (Lage) | PM10001534    | Classé       | 1955  |      |
| Gemälde Stiftung des Rosenkranzes                                     | Ölfarbe auf Leinwand, 17. Jahrhundert                                                    | in der Kirche St-Denis (Lage)       | PM10001538    | Classé       | 1976  |      |
| Triptychon: Kreuzigungsgruppe, heiliger Rochus und heiliger Dionysius | Ölfarbe auf Leinwand, 1609                                                               | in der Kirche St-Denis (Lage)       | PM10001539    | Classé       | 1976  |      |
| Skulptur Heiliger Rochus                                              | Kalkstein, farbig gefasst, 16. Jahrhundert                                               | in der Kirche St-Denis (Lage)       | PM10004137    | Inscrit      | 1975  |      |
| Prozessionsstab Heiliges Sakrament                                    | Holz, farbig gefasst und vergoldet, 19. Jahrhundert                                      | in der Kirche St-Denis (Lage)       | PM10004138    | Inscrit      | 1975  |      |
| Kirchenfenster Verklärung                                             | aus dem 16. Jahrhundert                                                                  | in der Kirche St-Denis (Lage)       | PM10001531    | Classé       | 1936  |      |
| Kollektenteller Mariä Verkündigung                                    | Kupfer, 16. Jahrhundert; im Musée Napoléon in Brienne-le-Château deponiert               | in der Kirche St-Denis (Lage)       | PM10001540    | Classé       | 1976  |      |
| Skulptur Heiliger Edmund                                              | Kalkstein, Anfang des 16. Jahrhunderts                                                   | außen an der Kirche St-Denis (Lage) | PM10001535    | Classé       | 1955  |      |
| Kruzifix                                                              | Holz, farbig gefasst, 16. Jahrhundert                                                    | in der Kirche St-Denis (Lage)       | PM10004133    | Inscrit      | 1975  |      |
| Skulptur Heiliger Sebastian                                           | Kalkstein, farbig gefasst, 16. Jahrhundert                                               | in der Kirche St-Denis (Lage)       | PM10004136    | Inscrit      | 1975  |      |
| Skulptur Johannes der Täufer                                          | Kalkstein, 16. Jahrhundert                                                               | in der Kirche St-Denis (Lage)       | PM10004149    | Inscrit      | 1975  |      |
| Prozessionsstab Madonna mit Kind                                      | Holz, farbig gefasst und vergoldet, 19. Jahrhundert                                      | in der Kirche St-Denis (Lage)       | PM10004158    | Inscrit      | 1997  |      |
| Prozessionsstab Heiliger                                              | Holz, vergoldet, 19. Jahrhundert; Verbleib unbekannt                                     | in der Kirche St-Denis (Lage)       | PM10004132    | Inscrit      | 1975  |      |
| Kommuniontisch                                                        | Holz, bemalt, 17. Jahrhundert                                                            | in der Kirche St-Denis (Lage)       | PM10004142    | Inscrit      | 1975  |      |
| Prozessionskreuz                                                      | Holz, Silber, vergoldet, 16. Jahrhundert                                                 | in der Kirche St-Denis (Lage)       | PM10001533    | Classé       | 1939  |      |
| Skulptur Heilige Syra                                                 | Kalkstein, Anfang des 16. Jahrhunderts                                                   | außen an der Kirche St-Denis (Lage) | PM10001536    | Classé       | 1955  |      |
| Relief Opferung Isaaks                                                | Eichenholz, 16. Jahrhundert                                                              | in der Kirche St-Denis (Lage)       | PM10001541    | Classé       | 1976  |      |
| Triumphbogen                                                          | Schmiedeeisen, vergoldet, 18. Jahrhundert                                                | in der Kirche St-Denis (Lage)       | PM10001537    | Classé       | 1976  |      |
| Gemälde Enthauptung des heiligen Dionysius                            | Ölfarbe auf Leinwand, Holzrahmen, 17. Jahrhundert                                        | in der Kirche St-Denis (Lage)       | PM10004143    | Inscrit      | 1992  |      |
| Adlerpult                                                             | Eichenholz, 18. Jahrhundert                                                              | in der Kirche St-Denis (Lage)       | PM10004151    | Inscrit      | 1975  |      |
| Skulptur Madonna mit Kind                                             | Kalkstein, farbig gefasst, 16. Jahrhundert                                               | in der Kirche St-Denis (Lage)       | PM10004155    | Inscrit      | 1975  |      |
| Prozessionsstab Heilige Katharina                                     | Holz, farbig gefasst und vergoldet, 19. Jahrhundert                                      | in der Kirche St-Denis (Lage)       | PM10004148    | Inscrit      | 1975  |      |